# Haukipudas
Haukipudas è stato un comune finlandese, avente 19053 abitanti al momento della soppressione della municipalità a fine 2012, situato nella regione dell'Ostrobotnia Settentrionale. Dal 1º gennaio 2013 è stato inglobato nella città di Oulu.

## Amministrazione

### Gemellaggi
- Cēsis,  Lituania
- Steinheim,  Germania
- Szigetszentmiklós,  Ungheria
- Specchia,  Italia
- Kronštadt,  Russia
- Busko-Zdrój,  Polonia